# Harry Quaderer
Harald «Harry» Quaderer (* 7. September 1959 in Vaduz) ist ein Liechtensteiner Politiker. Von 2005 bis 2021 war er Abgeordneter im liechtensteinischen Landtag.

## Biografie
1979 schloss Quaderer eine Banklehre bei der Liechtensteinischen Landesbank ab und betätigte sich als Devisenhändler in Banken in Genf, New York und London. Nach diesem fast 20-jährigen Auslandsaufenthalt kehrte er 1999 nach Liechtenstein zurück und gründete mit zwei Partnern die Multinova Treuhand AG mit Sitz in Schaan. Seit Mitte 2007 ist Quaderer Geschäftsführer bei Mercia Securities, einer neu gegründeten Vermögensverwaltungsgesellschaft in Schaan.
Seit 2005 ist Quaderer, zunächst für die Vaterländische Union, Abgeordneter im Landtag des Fürstentums Liechtenstein. In dieser Funktion war er von 2005 bis 2010 Mitglied in der Aussenpolitischen Kommission, einer der drei ständigen Kommissionen des Landtages. Seit 2009 gehört Quaderer der liechtensteinischen Delegation im Parlamentarierkomitee der EFTA- und EWR-Staaten an. In dieser Zeit war er von 2009 bis 2013 Delegationsleiter. Im Februar 2011 trat er aus der VU aus und war seitdem parteiloser Abgeordneter. Im November 2012 stellte er die Wahlliste Die Unabhängigen (DU) vor, für die er bei der Landtagswahl am 3. Februar 2013 kandidierte. Im neuen Landtag amtiert er seit 2013 als deren Fraktionssprecher; die Liste wandelte sich zu einer Partei. Im Februar 2017 gelang ihm die Wiederwahl. Bei der nächsten Landtagswahl im Februar 2021 trat er nicht mehr an und schied damit aus dem Landtag aus.
Am 23. August 1986 ging Quaderer die Ehe mit Jacqueline Swaby (* 9. Februar 1957) ein. Aus der Ehe gingen drei Kinder hervor.